# Agrio y Toante

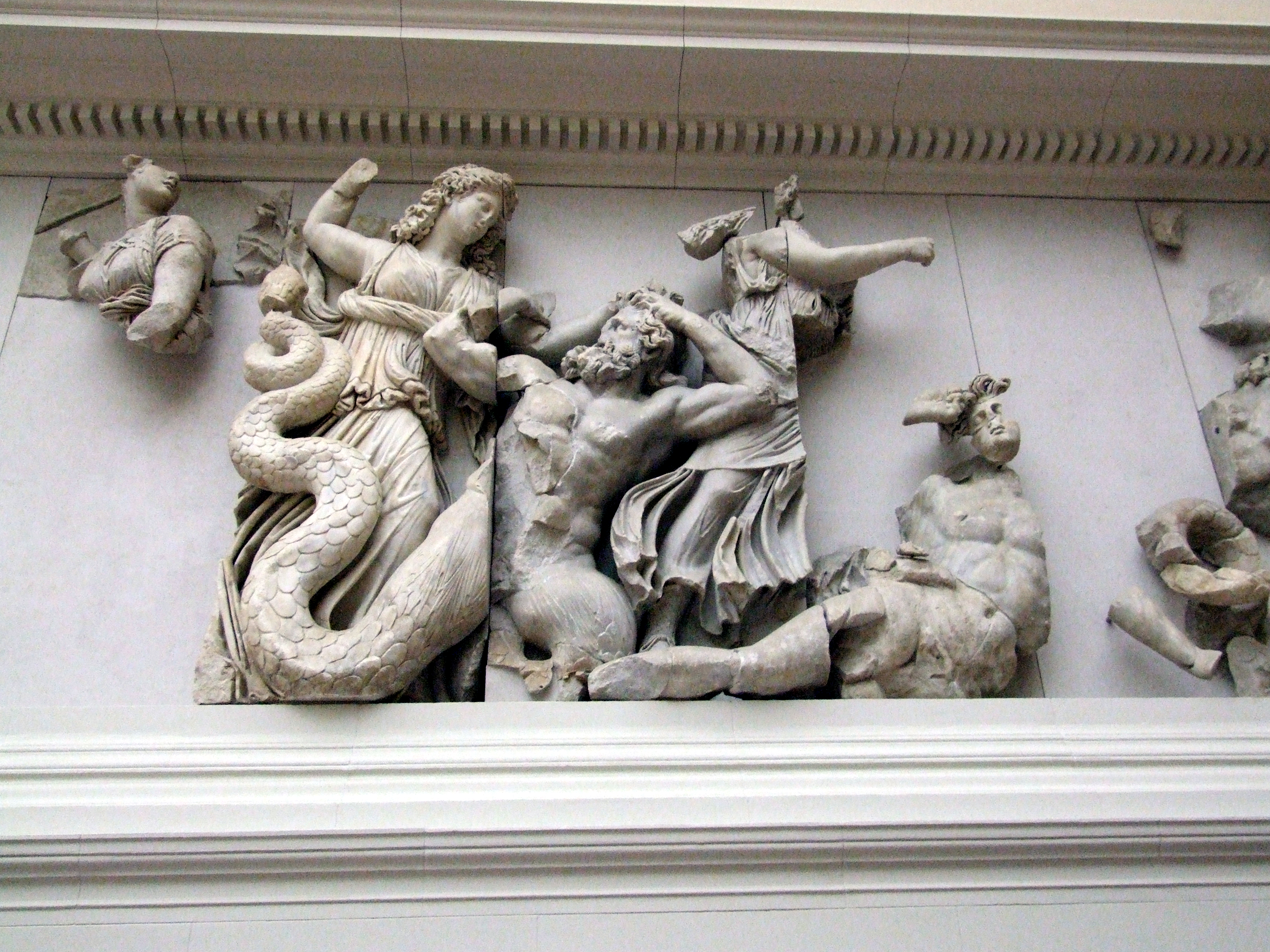
Las Moiras matando a Agrio y Toante (Museo de Pérgamo, Berlín).

En la mitología griega, Agrio y Toante, eran dos gigantes hijos de Urano (el Cielo) y Gea (Tierra) que fueron derrotados por las Moiras, que los mataron armadas con sus mazas de bronce durante la Gigantomaquia.